# Alice van Albany

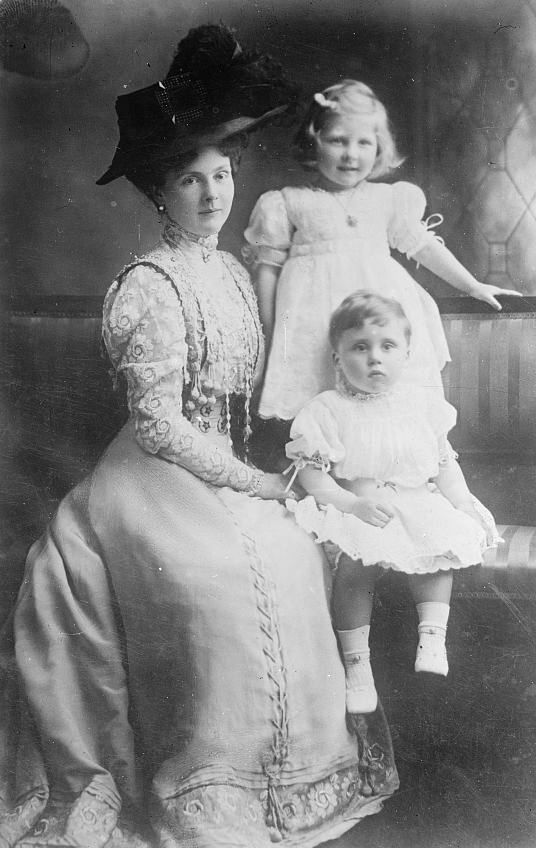
Prinses Alice met haar twee kinderen

Alice Mary Victoria, gravin van Athlone, (Windsor Castle, 25 februari 1883 – Kensington Palace, 3 januari 1981) was de enige dochter van Leopold van Albany, de jongste zoon van koningin Victoria van het Verenigd Koninkrijk, en prinses Helena van Waldeck-Pyrmont. Prinses Alice trouwde met prins Alexander van Teck, met wie ze drie kinderen kreeg.

## Jeugd
Prinses Alice werd op 25 februari 1883 geboren op Windsor Castle als de dochter van Leopold, hertog van Albany en Helena van Waldeck-Pyrmont. Ze had één broer, Karel Eduard (1884 – 1954). Als dochter van de hertog van Albany en kleindochter van de Britse koningin kreeg Alice de titel ‘Hare Koninklijke Hoogheid Prinses Alice van Albany’. Alice is via haar moederskant een nicht van koningin Wilhelmina der Nederlanden, waar ze veel contact mee had en die een paar keer bij haar logeerde. Zij was ook aanwezig bij de begrafenis van koningin Wilhelmina en de inhuldiging van koningin Juliana. Ze was ook een peettante van koningin Beatrix en in die hoedanigheid was ze aanwezig bij Beatrix' doop.

## Huwelijk en gezin
In 1904 trouwde prinses Alice met prins Alexander van Teck, de broer van koningin Mary. Als echtgenote van Alexander van Teck kreeg prinses Alice de titel ‘Hare Koninklijke Hoogheid Prinses Alexander van Teck’. Ze vergezelde haar man op zijn posten als gouverneur-generaal van Zuid-Afrika en van Canada. In Ottawa was zij van 1940 tot 1945 de gastvrouw van haar achternicht de Nederlandse kroonprinses Juliana.
Het paar kreeg drie kinderen:
- May Cambridge (23 januari 1906 – 29 mei 1994)
- Rupert Cambridge (24 augustus 1907 – 15 april 1928), overleed na een auto-ongeluk
- Maurice van Teck (29 maart 1910 – 14 september 1910)

Als afstammeling van koningin Victoria was prinses Alice drager van hemofilie, dat ze had gekregen van haar vader, die zelf een hemofiliepatiënt was. Op haar beurt gaf prinses Alice de ziekte weer door aan haar oudste zoon, prins Rupert, die mede hierdoor op twintigjarige leeftijd overleed ten gevolge van een auto-ongeluk.

## Dood
Prinses Alice's echtgenoot Alexander stierf in 1957 in Kensington Palace (Londen), waar ook prinses Alice tot haar dood leefde. In 1981 stierf ze op een leeftijd van 97 jaar en 312 dagen, waardoor ze het langstlevende lid van de Britse koninklijke familie was tot Elizabeth Bowes-Lyon het record verbrak. Dit record werd een jaar later verbroken door dier schoonzuster prinses Alice, hertogin van Gloucester. Toch blijft prinses Alice het langstlevende familielid dat in de familie geboren is. Elizabeth Bowes-Lyon, de hertogin van Gloucester en prins Philip, hertog van Edinburgh zijn namelijk in de familie getrouwd. Zij was het langstlevende kleinkind van koningin Victoria.
De begrafenis vond plaats in de St. George's Chapel in Windsor Castle, waar alle leden van de koninklijke familie aanwezig waren. Ze werd begraven naast haar echtgenoot in Frogmore te Windsor.

## Titels
Prinses Alice heeft gedurende haar hele leven drie titels gedragen:
- ‘Hare Koninklijke Hoogheid Prinses Alice van Albany’
- ‘Hare Koninklijke Hoogheid Prinses Alexander van Teck’
- ‘Hare Koninklijke Hoogheid Prinses Alice, gravin van Athlone’

Die laatste titel kreeg ze tijdens de Eerste Wereldoorlog. Toen besloot de Britse koninklijke familie namelijk afstand te doen van alle Duitse titels, waardoor prins Alexander ‘graaf van Athlone’ werd en de achternaam ‘Cambridge’ aannam, die werd overgenomen door hun kinderen.

## Memoires
Prinses Alice publiceerde in 1966 haar memoires, onder de titel For my Grandchildren: some reminiscences of Her Royal Highness Princess Alice, Countess of Athlone.

## Voorouders
| Alice van Albany             | Alice van Albany                                                                                      | Alice van Albany                                                                                      | Alice van Albany                                                                                      | Alice van Albany                                                                                      | Alice van Albany                                                                                   | Alice van Albany                                                                                   | Alice van Albany                                                                   | Alice van Albany                                                                   |
| ---------------------------- | --- | --- | --- | --- | -------------------------------------------------------------------------------------------------- | -------------------------------------------------------------------------------------------------- | ---------------------------------------------------------------------------------- | ---------------------------------------------------------------------------------- |
| Overgrootouders              | Ernst I van Saksen-Coburg en Gotha (1784–1844) ∞ 1817 Louise van Saksen-Gotha-Altenburg (1800–1831)   | Ernst I van Saksen-Coburg en Gotha (1784–1844) ∞ 1817 Louise van Saksen-Gotha-Altenburg (1800–1831)   | Eduard August van Kent (1767–1820) ∞ 1818 Victoria van Saksen-Coburg-Saalfeld (1786–1861)             | Eduard August van Kent (1767–1820) ∞ 1818 Victoria van Saksen-Coburg-Saalfeld (1786–1861)             | George van Waldeck-Pyrmont (1789-1845) x 1823 Emma van Anhalt-Bernburg-Schaumburg-Hoym (1802-1858) | George van Waldeck-Pyrmont (1789-1845) x 1823 Emma van Anhalt-Bernburg-Schaumburg-Hoym (1802-1858) | Willem van Nassau (1792-1839) x 1829 Pauline van Württemberg (1810-1856)           | Willem van Nassau (1792-1839) x 1829 Pauline van Württemberg (1810-1856)           |
| Grootouders                  | Albert van Saksen-Coburg en Gotha (1819–1861) ∞ 1840 Victoria van het Verenigd Koninkrijk (1819–1901) | Albert van Saksen-Coburg en Gotha (1819–1861) ∞ 1840 Victoria van het Verenigd Koninkrijk (1819–1901) | Albert van Saksen-Coburg en Gotha (1819–1861) ∞ 1840 Victoria van het Verenigd Koninkrijk (1819–1901) | Albert van Saksen-Coburg en Gotha (1819–1861) ∞ 1840 Victoria van het Verenigd Koninkrijk (1819–1901) | George Victor van Waldeck-Pyrmont (1831-1893) x 1853 Helena van Nassau (1831-1888)                 | George Victor van Waldeck-Pyrmont (1831-1893) x 1853 Helena van Nassau (1831-1888)                 | George Victor van Waldeck-Pyrmont (1831-1893) x 1853 Helena van Nassau (1831-1888) | George Victor van Waldeck-Pyrmont (1831-1893) x 1853 Helena van Nassau (1831-1888) |
| Ouders                       | Leopold van Albany (1853-1884) ∞ 1882 Helena van Waldeck-Pyrmont (1861-1922)                          | Leopold van Albany (1853-1884) ∞ 1882 Helena van Waldeck-Pyrmont (1861-1922)                          | Leopold van Albany (1853-1884) ∞ 1882 Helena van Waldeck-Pyrmont (1861-1922)                          | Leopold van Albany (1853-1884) ∞ 1882 Helena van Waldeck-Pyrmont (1861-1922)                          | Leopold van Albany (1853-1884) ∞ 1882 Helena van Waldeck-Pyrmont (1861-1922)                       | Leopold van Albany (1853-1884) ∞ 1882 Helena van Waldeck-Pyrmont (1861-1922)                       | Leopold van Albany (1853-1884) ∞ 1882 Helena van Waldeck-Pyrmont (1861-1922)       | Leopold van Albany (1853-1884) ∞ 1882 Helena van Waldeck-Pyrmont (1861-1922)       |
| Alice van Albany (1883-1981) | | | | | | |                                                                                    |                                                                                    |